# Internationale Cricket-Saison 2025
Die internationale Cricket-Saison 2025 findet zwischen Mai 2025 und September 2025 statt. Als Sommersaison werden vorwiegend Heimspiele der Mannschaften aus Europa und Afrika ausgetragen, welche durch das ICC Future Tours Programm 2023–2027 vorgegeben werden. Die ausgetragenen Tests der internationalen Touren bilden die Grundlage für die ICC Test Championship. Die ODI bilden den Grundstock für das ICC Men’s ODI Team Rankings und die Twenty20-Spiele für die ICC Men’s T20I Team Rankings. Höhepunkt der Saison ist für die Männer das Finale der ICC World Test Championship 2023–2025.

## Überblick

### Internationale Touren
| Beginn             | Heimteam           | Auswärtsteam | Resultate | Resultate | Resultate | Artikel |
| Beginn             | Heimteam           | Auswärtsteam | Test      | ODI       | Twenty20  | Artikel |
| ------------------ | ------------------ | ------------ | --------- | --------- | --------- | ------- |
| 20. April 2025     | Bangladesch        | Simbabwe     | 1−1 [2]   |           |           | Artikel |
| 17. Mai 2025       | Ver. Arab. Emirate | Bangladesch  |           |           | 2−1 [3]   | Artikel |
| 21. Mai 2025       | Irland             | West Indies  |           | 1−1 [3]   | 0−1 [3]   | Artikel |
| 22. Mai 2025       | England            | Simbabwe     | 1−0 [1]   |           |           | Artikel |
| 28. Mai 2025       | Pakistan           | Bangladesch  |           |           | 3−0 [3]   | Artikel |
| 29. Mai 2025       | England            | West Indies  |           | 3−0 [3]   | 3−0 [3]   | Artikel |
| 17. Juni 2025      | Sri Lanka          | Bangladesch  | 1–0 [2]   | 2−1 [3]   | 1−2 [3]   | Artikel |
| 20. Juni 2025      | England            | Indien       | 2−2 [5]   |           |           | Artikel |
| 25. Juni 2025      | West Indies        | Australien   | 0−3 [3]   |           | 0−5 [5]   | Artikel |
| 28. Juni 2025      | Simbabwe           | Südafrika    | 0−2 [2]   |           |           | Artikel |
| 20. Juli 2025      | Bangladesch        | Pakistan     |           |           | 2−1 [3]   | Artikel |
| 30. Juli 2025      | Simbabwe           | Neuseeland   | 0−2 [2]   |           |           | Artikel |
| 31. Juli 2025      | West Indies        | Pakistan     |           | 2−1 [3]   | 1−2 [3]   | Artikel |
| 10. August 2025    | Australien         | Südafrika    |           | [3]       | 2−1 [3]   | Artikel |
| 29. August 2025    | Simbabwe           | Sri Lanka    |           | [2]       | [3]       | Artikel |
| 30. August 2025    | Bangladesch        | Niederlande  |           |           | [3]       | Artikel |
| 2. September 2025  | England            | Südafrika    |           | [3]       | [3]       | Artikel |
| 17. September 2025 | Irland             | England      |           | [3]       |           | Artikel |

### Internationale Turniere
| Beginn          | Turnier                                          | Land                         |
| --------------- | ------------------------------------------------ | ---------------------------- |
| 4. Mai 2025     | Netherlands Tri-Nation Series 2025               | Niederlande                  |
| 17. Mai 2025    | United States Tri-Nation Series 2025             | Vereinigte Staaten           |
| 2. Juni 2025    | Scotland Tri-Nation Series 2025                  | Schottland                   |
| 11. Juni 2025   | Finale der ICC World Test Championship 2023–2025 | England                      |
| 14. Juli 2025   | Zimbabwe Tri-Nation Series 2025                  | Simbabwe                     |
| 27. August 2025 | Canada Tri-Nation Series 2025                    | Kanada                       |
| 29. August 2025 | United Arab Emirates Tri-Nation Series 2025      | Vereinigte Arabische Emirate |

### Internationale Touren (Frauen)
| Beginn         | Heimteam           | Auswärtsteam | Resultate | Resultate | Resultate | Artikel |
| Beginn         | Heimteam           | Auswärtsteam | WTest     | WODI      | WTwenty20 | Artikel |
| -------------- | ------------------ | ------------ | --------- | --------- | --------- | ------- |
| 26. April 2025 | Vereinigte Staaten | Simbabwe     |           | 1−1 [2]   | 1−2 [3]   | Artikel |
| 21. Mai 2025   | England            | West Indies  |           | 3−0 [3]   | 3−0 [3]   | Artikel |
| 11. Juni 2025  | West Indies        | Südafrika    |           | 1−2 [3]   | 2−1 [3]   | Artikel |
| 28. Juni 2025  | England            | Indien       |           | 1–2 [3]   | 2–3 [5]   | Artikel |
| 20. Juli 2025  | Irland             | Simbabwe     |           | 2−0 [2]   | 3−0 [3]   | Artikel |
| 7. August 2025 | Irland             | Pakistan     |           |           | 2−1 [3]   | Artikel |

### Internationale Turniere (Frauen)
| Beginn         | Turnier                                  | Land      |
| -------------- | ---------------------------------------- | --------- |
| 9. April 2025  | Women’s Cricket World Cup Qualifier 2025 | Pakistan  |
| 27. April 2025 | Sri Lanka Women’s Tri-Nation Series 2025 | Sri Lanka |

## Nationale Meisterschaften
Aufgeführt sind die nationalen Meisterschaften der Full Member des ICC.
| Land        | First-Class                             | List A                                                | Twenty20                        |
| ----------- | --------------------------------------- | ----------------------------------------------------- | ------------------------------- |
| Afghanistan | Ahmad Shah Abdali 4-day Tournament 2025 | Ghazi Amanullah Khan Regional One Day Tournament 2025 | Shpageeza Cricket League 2025   |
|             |                                         | Wakhan National T20 Cup 2025                          |                                 |
| England     | County Championship 2025                | Metro Bank One-Day Cup 2025                           | Twenty20 Cup 2025               |
| Indien      |                                         |                                                       | Indian Premier League 2025      |
| Irland      |                                         | Inter-Provincial Cup 2025                             | Inter-Provincial Trophy 2025    |
| Pakistan    |                                         |                                                       | Pakistan Super League 2025      |
| Sri Lanka   |                                         | Major Clubs Limited Over Tournament 2025              | Major Clubs T20 Tournament 2025 |
| West Indies |                                         |                                                       | Caribbean Premier League 2025   |

## Nationale Meisterschaften (Frauen)
| Land    | WList A                             | Women’s Twenty20       |
| ------- | ----------------------------------- | ---------------------- |
| England | Women’s Metro Bank One-Day Cup 2025 | Women’s T20 Blast 2025 |